# ضباء
ضباء أو ضبا؛ هي مدينة تقع على ساحل البحر الأحمر تتبع منطقة تبوك شمال غرب المملكة العربية السعودية، وهي مركز وحاضرة محافظة ضباء. سميت ضباء لأن في لغة أهل الشمال الجو ضَاب أو ضّب بمعنى كاتم أي حار ورطب ويقال ضّب الجو أي أصبح حاراً، ورطب بمعنى مكتوم وعُرفت واشتهرت قديما بكونها ميناء آمن لسفن التجارة والصيد في شمال البحر الأحمر وبوفرة مائها العذب. ويحد ضباء من الشمال مدينة نيوم الجديدة ومن الجنوب وادي كفافة ووادي سلمى وقرية العمود. وهي تقع عند تقاطع خط طول 35,40 مع دائرة عرض 21، 27 وهي إحدى محطات الطريق الساحلي المعروف بطريق الحج المصري، وقد ازدهرت ضباء في العهد السعودي حين أُنشئت فيها مشاريع عدة من أهمها محطة لتحلية المياه المالحة، حيث يخدم شمال غرب المملكة، ويربطها بالدول المطلة على حوض البحر المتوسط، كما أُقيم فيها مصنع لإنتاج الإسمنت.

## ضباء في كتب الرحلات
- أول من ذكر ضباء من المسلمين الإمام أبو إسحاق الحربي (198-285هـ) في كتابه «المناسك وأماكن طريق الحج ومعالم الجزيرة» حين تحدث فيه قائلاً:«طريق الساحل: من أيله إلى عينونا ومن عينونا إلى المصلى، ومن المصلى إلى النبك (المويلح)، ومن النبك إلى ضباء، ومن ضباء إلى المرة، ومن المرة إلى عويند، ومن عويند إلى الوجه».
- ابن خرداذبه ذكرها في كتابه «المسالك والممالك» قائلاً:«فاما من أخذ على طريق الساحل فإذا صار إلى شرف البعل صار إلى الصلاق ثم إلى النبك ثم إلى ضباء ثم إلى عويند ثم إلى الوجه»
- السمهودي ذكرها في كتابه «خلاصة الوفاء» بقوله:«ضباء من عمل المدينة المنورة مرفأ للسفن مأمون وفيه آبار عذبة وشجر المقل فيه كثير بينه وبين مدين جبال شامخة»
- ذكرها ابن بليهد في كتابه «صحيح الأخبار عما في بلاد العرب من الآثار» بقوله:«ضباء بلدة تحمل هذا الاسم إلى هذا العهد على ساحل البحر الأحمر لم يتغير من اسمها حرف واحد في شمال المملكة بها مركز وإمارة تابعة لحكومة جلالة الملك عبدالعزيز آل سعود»
- تكلّم عنها حمد الجاسر في كتابه«المعجم الجغرافي للبلاد العربية السعودية» بقوله: «.. يظهر اسم ضباء فيما أطلعت عليه من كتب الرحلات حتى القرن الثاني عشر الهجري حيث ذكرها النابلسي في رحلته: وكان حج 1105هـ -أي بعد حفر آبارها بنحو خمس سنوات»
- كما ذكرها العديد من المستشرقين الذين زاروا المنطقة مثل: أ.موسل، والمستشرق سنت جون فيلبي.[6]

## المساحة والسكان
تبلغ مساحة المحافظة حوالي 8,64 ألف هكتار.

### السكان
- بلغ سكان مدينة ضبا (39,543) نسمة حسب تعداد السعودية 2022.[7]
- بلغ عدد سكانها حسب تعداد عام 2010 85 ألف نسمة.[8]

## المناخ
مناخها حار صيفاً معتدل البرودة شتاءً.

## الآثار والمواقع الأثرية

### تاريخ بناء قلعة ضباء
يرجع إنشاء البناء الحالي لقلعة «ضباء» إلى سنة 1352هـ/ 1933م كما هو مدوّن على اللوحة الحجرية المثبتة أعلى بوابة المدخل، ويذكر الشيخ أحمد بن فيصل بن عون الهجاري"9"، أن البنائين الذين قاموا ببناء قلعة «ضباء» كانوا من سكان "ينبع" وكانوا عشرين بنّاء على رأسهم "محمد أبو قرمبش" كما شارك بعض البنائين من مدينة" الوجه" حامد سحلي وشارك من أهالي ضباء على منزلاوي وابن عمه محمد منزلاوي من أهالي أملج"، كان المشرف على تنفيذ البناء "أحمد الحجيري "، ويضيف الشيخ الهجاري بأن الأحجار التي بنيت بها قلعة " ضباء" جلب بعضها من قلعة "المويلح"" عن طريق البحر، والبعض الآخر جلب من جزيرة برقان الموازية لساحل "الخريبة"، كما استخدم أيضًا الحجر الناتج من هدم "برج" ضباء" الذي بُني في العصر العثماني، ويذكر الشيخ الهجاري أن القلعة كانت مركز الحكم في «ضباء» ثم اتخذتها إدارة الدفاع مقراً لها سنة 1371هـ/1951م، ثم إدارة الشرطة سنة 1385هـ/1965م، وهذه الأدارت عملت بعض الإضافات في القلعة، حيث أضافت ظلة أمام مجموعة الحجرات الواقعة على سار الداخل إلى فناء القلعة في الضلع الشرقي، والظلة عبارة عن بروز في سقف حجرات الضلع الشرقي على شكل مسطح، وترتكز الظلة على دعامات مربعة، كما أضافت إدارة الشرطة سنة 1385هـ ظلة أخرى أمام بعض حجرات الضلع الجنوبي مثل الظلة الأولى، وأضافت حجرتين توازيان الحجرة التي ترتكز على السور الجنوبي، كما قامت بسد مدخل البرج الجنوبي الشرقي، ثم اتخذت إدارة "خفر السواحل " "قلعة ضبا" مقرًا لها، والقلعة الآن مهجورة حيث قامت الحكومة السعودية بإنشاء مبانٍ خاصة ومنفردة لكل من الإمارة والشرطة وخفر السواحل وغيرها من الإدارات التي تقوم بخدمة مدينة«ضبا»، شأنها شأن بقية مدن وقرى المملكة العربية السعودية. وتحتفظ سجلات محكمة «ضباء» بحجة استحكام القلعي التي تثبت ملكيتها للدولة مؤرخة في 15 ربيع الثاني سنة 1368هـ/1948م، والمبنى العثماني الزائل كان يقوم على الربوة التي أُنشئت عليها قلعة «ضباء» القائمة حاليا"برج ضباء" الذي يرجع إنشاؤه إلى العصر العثماني، وحول تحديد المكان الذي كان يقوم فيه هذا البرج، يذكر الأستاذ"حسن أمين العلي أن جزءا من الأراض التي كان يقوم عليها البرج ضمن منشآت قلعة «ضباء» القائنة حالياً من ناحية سورها الغربي، وكان البرج العثماني في محطة «ضبا» يتبع قلعة" المويلح" إدارياً وكان يتسلم عهدة لمن يتولى إدارة قلعة "المويلح" ثم أصبح برج «ضباء» مقراً لنائب ملك العرب، وأنشئ في «ضباء» إدارة للشرطة ومديرية. وتصف إحدى الوثائق برج «ضباء» حيث تفيد بأنه كان مبنى يتكون من فناء بسور وثلاث حجرات في الطابق الأرضي /كانت تستخدم لإقامة الجنود، أما الطابق العلوي فيتكون من غرفة واحدة كانت معدة لإقامة رئيس الجند " البلوكباشي "، أما عن إسلوب تسقيف البرج، فتفيد الوثيقة السابقة أن حجرات البرج كانت مسقفة بسقف مسطح، واستخدم في تسقيفها عرقا من الخشب، وبناء البرج على طرف الربوة الغربي يعني أنه كان يشرف على ساحل البحر الأحمر، ومن ناحية أخرى تفيد الوثيقة نفسها أن البرج كانت به مدافع، لذا يمكن الاستنتاج بأن سور البرج كانت به فتحات للمدافع لصد أي عدوان على ساحل «ضباء»، الجدير ذكره أن هذا البرج كان قائما أثناء دخول الجيش السعودي مدينة «ضباء» بقيادة "محمد بن عبد الله بن عقيل " الذي تسلم البرج بما فيه من أسلحة وعتاد من "أحمد أبوطقيقه" شيخ الطقيقات " 
واستخدم هذا البرج لإقامة الحكومة السعودية في مدينة «ضبا» حيث يذكر الشيخ الهجاري أن البرج كان يحتوي على غرفة في الطابق العلوي استخدمت مقرًا للأمارة، وحجرتين في الطابق الأرضي استخدمت أحداهما مقرًا للمالية والشرطة والأخرى لمحكمة «ضباء» واستمر الحال كذلك حتى بُنيت قلعة «ضباء» سنة 1352هـ/1933م.

### تخطيط مدينة ضباء القديمة
تتكون مدينة ضباء من حيين رئيسيين، هما:
- حي الساحل: يشغل حي الساحل الشريط الساحلي الضيق المحصور بين شاطئ البحر والتلال المرتفعة التي يقوم عليها حي القرفاء، وبه توجد أقدم منازل البلدة كما يوجد به السوق القديم والمسجد الجامع والقلعة والميناء والمباني القديمة للجمارك والبلدية والمالية ومنازل هذا الحي تتداخل مع المحلات التجارية والمخازن والوكالات ويعرف الجزء الشرقي باسم خرج المشاهير وقد امتد إليه العمران قبل نهاية قبل نهاية القرن الهجري الثالث عشر.
- حي القرفاء: اشتق اسم حي القرفاء من طبيعة موقعة فكلمة القرفاء وصف للأرض المرتفعة ويشكل هذا الحي الجزء الأكبر من المنطقة السكنية في البلدة القديمة.

### السوق القديم
يقع في نقطة متوسطة من حي الساحل ويتكون من مجموعة كبيرة من المحالات التجارية «الوكالات» تحيط بمنطقة واسعة خالية من البناء.

### ميناء ضباء (السقالة)
يتكون ميناء ضباء من رصيف واحد يعرف باسم السقالة وقد أُنشئ هذا الرصيف في عهد الدولة العثمانية ثم وسع ومد في طوله في عهد الملك عبد العزيز ثم في عهد الملك خالد ويمتد هذا الرصيف في الوقت الحاضر بطول خمسين مترا داخل البحر ولايتجاوز عرضه عشرين مترا وبجوار الرصيف الميناء كان يوجد مبنى البلدية ومبنى المالية ومبنى الجمرك.

### المبنى السعودي القائم
يميل تخطيط قلعة «ضبا» الحالي إلى الاستطالة، وأطوال القلعة من الخارج على التوالي، الضلع الشرقي (68.40م)، والشمالي (45.40م)، والغربي (67م)، والجنوبي (45.20م)، وفي كل ركن من أركان القلعة الأربعة برج على هيئة ثلاثة أرباع الدائرة، وترتكز حجرات القلعة على أسوارها من الداخل.
ويقع مدخل القلعة في الضلع الشرقي ويميل قليلا جهة البرج الشمالي الشرقي، ويتسع بمقدار (3.20م)، عقد بعقد نصف دائري، رُكِّب عليه باب خشبي ومصراعان.
وتفضي البوابة إلى دهليز مستطيل مساحتة (7.70م في 4.60م)، سقف بسقف مسطح، ويفتح مباشرة على فناء القلعة، وفي دهليز القلعة ثلاث حجرات، اثنتان متماثلتان على يمين الداخل، مساحة الواحدة منها (4م في 4,80م)، وسقف بسقف مسطح، والحجرتان ليست لهما نوافذ ولكل منهما باب خشبي. ويلاصق هاتين الحجرتين السلم الصاعد إلى سطح القلعة وممر السور ويتكون هذا السلم من ثلاثة صفوف من الدرج وعرض السلم (1.80م)، والصف الأول به (13) درجة، أما الصفان الثاني والثالث به (5) درجات وترتفع كل درجة (25سم). أما الحجرة الثالثة التي تفتح على دهليز القلعة، فتقع على يسار الداخل ومساحتها (5.40م في 3.8م)، وسقف بسقف مسطح، وبابها يتوسط جدارها الشمالي ويتسع بمقدار (1.40م)، ولها نافذة اتساعها (1م) تطل على الدهليز.
وتلاصق الحجرة السابقة حجرة ثانية مساحتها (6.40 م في3.80م)، سقفت بسقف مسطح، وبابها في جدارها الشمالي بمقدار (1.30م)، وله نافذتان اتساع الواحدة منها (1م)، الأولى في الجدار الشمالي بجوار الباب، والثانية في الجدار الغربي وتطل على فناء القلعة. وخلف الحجرة التي تقع على يسار الداخل إلى دهليز القلعة، أربع حجرات متشابهة، سقفت بسقف مسطح، تبلغ مساحة الواحدة منها (6.20م في 4م)، ولكل واحدة منها باب في منتف جدارها الشرقي يفتح على فناء القلعة باتساع (1م) وعلى جانبي الباب نافذتان تطلان على فناء القلعة أيضا اتساع الواحدة منها (1)م.
وأمام الأربع حجرات السابق وصفها بنيت أربع دعامات – أُضيفت سنة 1385هـ حين كانت القلعة مقرا لإدارة شرطة ضبا – لحمل الظلة التي ترتكز على أطراف الحجرات الأربع العليا من جهة، وعلى الدعامات الأربع من جهة أخرى.
وبعد هذه الحجرات نصل إلى مدخل البرج الجنوبي الشرقي، ويتسع بمقدار (2.30م)، والرحبة التي أمام مدخل البرج الجنوبي الشرقي مساحتها (7.50م في 4م)، سُدّت سنة 1385هـ نظرا لأن البرج الجنوبي شاهق الارتفاع ويمثّل خطورة، فبني عليه جدار، واستخدمت حجرة جديدة سنة 1385هـ تخرج عن مستوى حجرات الضلع الجنوبي.
ويحتوي الضلع الجنوبي على خمس حجرات اثنتان منها متشابهتان جهة البرج الجنوبي الشرقي، ومساحة الواحدة منها (2.60م في 80 سم)، سقفت بسقف مسطح، وليس لها نوافذ وتلاصقها حجرة كبيرة مساحتها (11.90م في 4م)، سقفها مسطح، وتفتح هذة الحجرة على فناء القلعة بباب اتساعة (1.30م)، كما تطل على فناء القلعة نافذتان عرض الواحدة منها (1م)، كما تفتح هذه الحجرة في جدارها الغربي على حجرة أخرى مساحتها (5م في 4م) بجواره نافذة عرضها (1م).
وتلاصق الحجرة السابقة حجرة ثانية مساحتها (4م في 5م)، سقها مسطح ولها باب يفتح على فناء القلعة باتساع (1م)، ونافذة عرضها (1م) تطل على فناء القلعة. وأمام الحجرة الكبيرة والحجرتين الصغيرتين استحدثت سنة 1385هـ الظاة التي ترتكز على ثلاث دعامات مربعة (80 سم في 80 سم)، ثم نصل بعد ذلك إلى مدخل البرج الجنوبي الغربي وعرضه (3.80م). أما مجموعة حجرات الضلع الغربي، فأولها ثلاث حمامات متجاورة، مساحتهة الواحد منها (1.40م في 1.90م)، سقفها مسطح، واتساع باب الواحد (60سم) ركب عليه باب خشبي. وتلاصق هذة الحمامات أربع حجرات ترتكز على سور الضلع الغربي من الداخل، مساحة الواحدة منها (5م في 4.40 م)، وسقفت كل واحد منها بسقف مسطح متهدم حاليا وكل حجرة منها لها باب يتسع بمقدار (1.30م)، ويفتح على فناء القلعة، ونافذة عرضها (80سم) تطل على فناء القلعة أيضا. وتلاصق الحجرات الأربع حجرة صغيرة مساحتها (1.30م في 5م)، بعدها السلم الذي يصعد به إلى ممر السور، عرضه (1.30م) ويتكون من (13) درجة، ويتفرع من السلم صفان من الدرج في نهاية العليا وكل صف يتكون من ثلاث درجات.
وبعد السلم حجرة صغيرة مساحتها (1.30م في 5م) سقف تلتها بسقف مسطح، وبعد ذلك مساحة خالية ثم فتح في جدار السور باب خلفي للقلعة سنة 1385هـ (1965م) ليسمح بدخول سيارات الشرطة إلى فناء القلعة، وعرض البوابة الحالى (3.60م)، ولكن يظهر من الجداران أنه كان أقل اتساعاً.
بعد المدخل ثلاث حجرات متجاورة، مساحة الأولى (3م في 4.30م) وكل واحدة منها لها باب يفتح على فناء القلعة باتساع (80 سم) ونافذة تطل على فناء القلعة باتساع (60 سم)، وسقفت كل حجرة منها بسقف مسطح متهدم حاليا، ثم نصل إلى مدخل البرج الشمالي الغربي ويتسع بمقدار (3.60م).
وبعد مدخل البرج الشمالي الغربي مسافة خالية طولها (4.80م)، يقع بعدها مسجد القلعة ومساحته (19.80م في 7.20م)، ويقع مدخل المسجد في ركنه الجنوبي الشرقي ويتسع بمقدار (1.40م) تجاورة نافذة تتسع بمقدار (1.20م)، يبرز محراب المسجد من الخارج على مستوى الجدار الجنوبي بمقدار (2م)، على هيئة نصف دائرية، وتتوزع أربع دعامات مربعة (80 سم في 80 سم) داخل المسجد لحمل سقفه المسطح المتهدم حاليا وبجوار المسجد حجرة ترتكز على جدار الضلع الشمالي للقلعة مساحتها (5م في 3.30م)، وبابها في ضلعها الجنوبي يتسع بمقدار (1م) وبجوار الباب نافذة عرضها (1م) أيضا، بعدها مسافة خالية طولها (4م).
ثم نصل إلى مدخل البرج الشمالي الشرقي، ويتسع بمقدار (3.40م)
وبعد مدخل البرج الشمالي الشرقي حمامان متجاوران يرتكزان على سور القلعة الشرقي، مساحة الأول من جهة البرج (2م في 1.40م) والثاني (1.80م في 1.40م)، وبجورا هذا الحمام حجرة مساحتها (6.20م في 3م)، يتوسط بابها جدارها الغربي ويتسع بمقدار (1م)، وعلى جانبي الباب نافذتان، عرض الواحدة منها (1م)، وترتكز هذة الحجرة في جدارها الجنوبي على الحجرات التي على يمين الداخل في دهليز القلعة.

### أبراج قلعة ضباء
سبق القول بأن تخطيط قلعة ضباء يحتوى على برج في كل ركن من أركان القلعة الأربعة، وهذه الأبراج الأربعة متشابهة في شكلها الخارجي فهي على هيئة ثلاثة أرباع الدائرة، كما تتشابه في أن كلا منها يتكون من طابق واحد أرضي مدخله من فناء القلعة، كما تتشابه
في سُمك جدرانها حيث يبلغ سُمك الجدران ((متر مربع))
وتختلف الأبراج عن بعضها من ناحية عدد فتحات المدافع وأشكالها فالبرج الشمالي الشرقي به أربع فتحات للمدافع، الفتحة الأولى من ناحية السور الشرقي تتسع بمقدار (60 سم)، وتأخذ في الاتساع إلى الخارج حتى يصل عرضها إلى (80) سم، والفتحة الثانية تتسع من الداخل بمقدار (1.10م)، وتضيق نحو الخارج تصل إلى (70سم) تجاورها فتح ثالثة بنفس المقاييس، تليها فتحة رابعة تتسع من الداخل بمقدار (80 سم) وتتسع نحو الخارج حتى تصل إلى (1.60م)، ويرتفع البرج الشمالي الشرقي من أرضية الربوة (6.80م).
أما البرج الشمالي الغربي فقد فتحت في جداره الساتر - المتهدم معظمه حاليا- ثلاث فتحات للمدافع متساوية المقاييس، تتسع من الداخل بمقدار (70 سم) وتأخذ في الاتساع نحو الخارج حتى تصل إلى (1.40م)، 
ويرتفع البرج الشمالي الغربي عن أرضية الربوة بمقدار (3.80م)، وفتحت في البرج الجنوبي الغربي ثلاث فتحات للمدافع، الأولى من ناحية السور الغربي تتسع من الداخل بمقدار (1م) وتضيق كلما اتجهت نحو الخارج حتى تصل إلى (80 سم)، وبجوارها فتحة ثانية تتسع بمقدار (1.60م) وتضيق نحو الخارج حتى تصل إلى (90سم) / أما الفتحة الثالثة فتضيق من الداخل بمقدار (80 سم) وتتسع من الخارج (1،60م).
أما البرج الجنوبي الشرقي، فيختلف في شكلة الخارجي عن بقية الأبراج، فالمداميك المكوّنة لبدن البرج من الخارج تأخذ في الضيق من قاعدة البرج حتى يصل نصف قطر البرج من الداخل إلى (1.50م)، وفي الجدار الساتر لهذا البرج ثلاث فتحات للمدافع، تضيق من الداخل وتتسع من الخارج، ويرتفع هذا البرج عن أرضية الربوة بمقدار (8.60م)، وهذا الارتفاع نتيجة اختلاف مستويات الأرض.

### صهريج قلعة ضباء
يقع في الركن الجنوبي من فناء القلعة، ويرتفع عن الأرض بمقدار (1م) ومساحته (4م في 2 م) وعمقه (5م)، ويظهر أنه يملأ عن طريق السقاء.

### ضباء الحديثة
شهدت ضباء الشمال في العقد الأخير من القرن العشرين نقلة حضارية حيث تتالت المشاريع المهمة والخدمات، ومن أهم أحياء ضباء الحديثة:
- الساحل
- القرفاء
- الصمدة
- المطار
- المقيطع
- جنوب المقيطع
- غرب المقيطع
- شمال أرامكو
- الضاحية
- الورود
- القادسية
- المروج
- عيانة

## التجارة والصناعة
- يعتبر عام 1415هـ/ 1994 م، هو التاريخ الحقيقي للنشاط التجاري الحديث لضباء وهو تاريخ افتتاح ميناء ضباء التجاري الذي يمثّل المحرك الأساسي للاقتصاد الحديث للمحافظة لما كان له من أثر إيجابي في تنشيط الحركة التجارية والصناعية والنقل عبر المحافظة.
- كما أن افتتاح مصنع إسمنت تبوك بضباء وبجوار الميناء ساهم بإيجابية في تخفيف التكاليف وتوفير لبنات البناء للمنطقة الشمالية والشمالية الغربية، بالإضافة إلى تواجد المنشآت الهامة مثل (ميناء ضباء أرامكو السعودية.- الشركة السعودية للكهرباء (محطة توليد ضباء الخضراء -تستخدم الغاز الطبيعي كوقود لها بالإضافة لخلايا طاقة شمسية مساعدة) تحلية المياه- محطة تقوية الإرسال الإذاعي- وبعض شركات الإنتاج والنقل وشركات التصدير).

## الصحة
يوجد بها مستشفى ضباء العام بسعة 200 سرير ومراكز صحية موزعة داخل الأحياء، منها:
- مركز صحي الصمدة.
- مركز صحي المقيطع.
- مركز صحي العمود.

## المعالم الأثرية
- ميناء ضباء.
- المبنى العثماني الزائل.
- المبنى السعوديّ القائم.
- أبراج قلعة ضبا.
- صهريج قلعة ضبا.

## المعالم السياحية
- قلعة الملك عبد العزيز.
- منتزه الأمير فهد بن سلطان.
- كورنيش ضباء الجديد.
- ميناء ضباء التجاري.
- جامع الأمير فهد بن سلطان.
- حديقة الميزان.[10]
- خليج ضباء (مرسى القوارب).

## الجهات الخيرية
- الجمعية الخيرية بضباء رئيسها الأستاذ سالم العرادي
- جمعية تحفيظ القرآن الكريم رئيسها الشيخ إبراهيم كلابي
- المكتب التعاوني للدعوة رئيسه الشيخ أنور الشريف
- جمعية الخدمات الصحية رئيسها الدكتور إبراهيم الهجان
- جمعية ميثاق الأسرية رئيسها الشيخ عبد الله أبو حوسة
- لجنة التنمية الاجتماعية رئيسها الأستاذ أسامة مزة

## حوادث
كان ميناء ضباء هو المنطلق للسفينة المصرية المسماة بـ«عبارة السلام 98» التي غرقت في البحر الأحمر عام 2006 م.

## ضباء ورؤية 2030
تقع ضباء في نطاق محمية الامير محمد بن سلمان و تحدها المشاريع المستحدثه ضمن رؤية 2030 من كل الجهات، حيث  امالا جنوبا ونيوم واكساجون و تروجينا شمالا.

## وصلات خارجية
- مدينة ضبا.
- السياحة في محافظة ضباء السعودية.